# Primera División 2012-2013 (Spagna)
La Primera División 2012-2013, che per ragioni di sponsorizzazione prese il nome di Liga BBVA 2012-2013, è stata l'82ª edizione della massima serie del campionato spagnolo di calcio, disputato tra il 18 agosto 2012 e il 1º giugno 2013 e concluso con la vittoria del Barcellona, al suo ventiduesimo titolo.
Capocannoniere del torneo è stato Lionel Messi (Barcellona) con 46 reti.

## Stagione

### Novità
Nella stagione precedente sono retrocesse il Villarreal, lo Sporting Gijón e il Racing Santander, che sono rispettivamente arrivate 18ª, 19ª e 20ª. Dalla Segunda División il Deportivo La Coruña e il Celta Vigo sono riuscite a centrare la promozione dopo il termine della stagione regolare (sono rispettivamente arrivate 1ª e 2ª), mentre il Real Valladolid è riuscito a raggiungere la Liga dopo la vittoria nei play-off, battendo in finale l'Alcorcón.

### Formula
Come la stagione precedente, per via del Ranking UEFA le prime tre squadre si qualificano per la UEFA Champions League, la 4ª classificata nei turni preliminari della stessa competizione. Accedono alla UEFA Europa League la 5ª e la 6ª classificata e la vincitrice della Coppa del Re 2012-2013. Qualora quest'ultima però avesse già ottenuto la qualificazione alle competizioni UEFA (quindi fosse arrivata tra la 1ª e la 6ª posizione in campionato) allora a qualificarsi per la UEFA Europa League sarà la squadra che ha terminato la stagione in 7ª posizione. Le ultime 3 squadre retrocedono direttamente in Segunda División 2013-2014.

### Avvenimenti
Il Barcellona riesce a vincere il suo 22º titolo con tre giornate d'anticipo e a eguagliare il record di punti stabilito dal Real Madrid la stagione precedente.

## Squadre partecipanti
| Club                | Stagione | Città            | Stadio                       | Stagione precedente                              |
| ------------------- | -------- | ---------------- | ---------------------------- | ------------------------------------------------ |
| Athletic Bilbao     | dettagli | Bilbao           | San Mamés                    | 10º posto in Primera División                    |
| Atlético Madrid     | dettagli | Madrid           | Vicente Calderón             | 5º posto in Primera División                     |
| Barcellona          | dettagli | Barcellona       | Camp Nou                     | 2º posto in Primera División                     |
| Real Betis          | dettagli | Siviglia         | Stadio Benito Villamarín     | 12º posto in Primera División                    |
| Celta Vigo          | dettagli | Vigo             | Estadio Balaídos             | 2º in Segunda División, promosso                 |
| Deportivo La Coruña | dettagli | La Coruña        | Stadio Riazor                | 1º in Segunda División, promosso                 |
| Espanyol            | dettagli | Barcellona       | Estadi Cornellà-El Prat      | 14º posto in Primera División                    |
| Getafe              | dettagli | Getafe           | Coliseum Alfonso Pérez       | 13º posto in Primera División                    |
| Granada             | dettagli | Granada          | Estadio Nuevo Los Cármenes   | 17º posto in Primera División                    |
| Levante             | dettagli | Valencia         | Estadio Ciutat de València   | 6º posto in Primera División                     |
| Maiorca             | dettagli | Palma di Maiorca | Son Moix                     | 8º posto in Primera División                     |
| Malaga              | dettagli | Malaga           | La Rosaleda                  | 4º posto in Primera División                     |
| Osasuna             | dettagli | Pamplona         | El Sadar                     | 7º posto in Primera División                     |
| Rayo Vallecano      | dettagli | Madrid           | Campo de Fútbol de Vallecas  | 15º posto in Primera División                    |
| Real Madrid         | dettagli | Madrid           | Santiago Bernabéu            | 1º posto in Primera División                     |
| Real Saragozza      | dettagli | Saragozza        | La Romareda                  | 16º posto in Primera División                    |
| Real Sociedad       | dettagli | San Sebastián    | Stadio Anoeta                | 11º posto in Primera División                    |
| Real Valladolid     | dettagli | Valladolid       | Stadio José Zorrilla         | 3º in Segunda División, promosso dopo i play-off |
| Siviglia            | dettagli | Siviglia         | Stadio Ramón Sánchez Pizjuán | 9º posto in Primera División                     |
| Valencia            | dettagli | Valencia         | Mestalla                     | 3º posto in Primera División                     |

## Allenatori e primatisti
| Squadra             | Allenatore             | Calciatore più presente | Cannoniere |
| ------------------- | ---------------------- | ----------------------- | ---------- |
| Athletic Bilbao     | Marcelo Bielsa         |                         |            |
| Atlético Madrid     | Diego Simeone          |                         |            |
| Barcellona          | Tito Vilanova          |                         |            |
| Betis               | Pepe Mel               |                         |            |
| Celta Vigo          | Paco Herrera           |                         |            |
| Deportivo La Coruña | José Luis Oltra        |                         |            |
| Espanyol            | Javier Aguirre         |                         |            |
| Getafe              | Luis García Plaza      |                         |            |
| Granada             | Lucas Alcaraz          |                         |            |
| Levante             | Juan Ignacio Martínez  |                         |            |
| Malaga              | Manuel Pellegrini      |                         |            |
| Maiorca             | Gregorio Manzano       |                         |            |
| Osasuna             | José Luis Mendilibar   |                         |            |
| Rayo Vallecano      | Paco                   |                         |            |
| Real Madrid         | José Mourinho          |                         |            |
| Real Saragozza      | Manuel Jiménez Jiménez |                         |            |
| Real Sociedad       | Philippe Montanier     |                         |            |
| Real Valladolid     | Miroslav Đukić         |                         |            |
| Siviglia            | Unai Emery             |                         |            |
| Valencia            | Ernesto Valverde       |                         |            |

## Classifica finale
|       | Pos. | Squadra             | Pt  | G  | V  | N  | P  | GF  | GS | DR  |
| ----- | ---- | ------------------- | --- | -- | -- | -- | -- | --- | -- | --- |
|       | 1.   | Barcellona          | 100 | 38 | 32 | 4  | 2  | 115 | 40 | +75 |
|       | 2.   | Real Madrid         | 85  | 38 | 26 | 7  | 5  | 103 | 42 | +61 |
|       | 3.   | Atlético Madrid     | 76  | 38 | 23 | 7  | 8  | 65  | 31 | +34 |
|       | 4.   | Real Sociedad       | 66  | 38 | 18 | 12 | 8  | 70  | 49 | +21 |
|       | 5.   | Valencia            | 65  | 38 | 19 | 8  | 11 | 67  | 54 | +13 |
| [ 3 ] | 6.   | Malaga              | 57  | 38 | 16 | 9  | 13 | 53  | 50 | +3  |
|       | 7.   | Real Betis          | 56  | 38 | 16 | 8  | 14 | 57  | 56 | +1  |
| [ 4 ] | 8.   | Rayo Vallecano      | 53  | 38 | 16 | 5  | 17 | 50  | 66 | -16 |
|       | 9.   | Siviglia            | 50  | 38 | 14 | 8  | 16 | 58  | 54 | +4  |
|       | 10.  | Getafe              | 47  | 38 | 13 | 8  | 17 | 43  | 57 | -14 |
|       | 11.  | Levante             | 46  | 38 | 12 | 10 | 16 | 40  | 57 | -17 |
|       | 12.  | Athletic Bilbao     | 45  | 38 | 12 | 9  | 17 | 44  | 65 | -21 |
|       | 13.  | Espanyol            | 44  | 38 | 11 | 11 | 16 | 43  | 52 | -9  |
|       | 14.  | Real Valladolid     | 43  | 38 | 11 | 10 | 17 | 49  | 58 | -9  |
|       | 15.  | Granada             | 42  | 38 | 11 | 9  | 18 | 37  | 54 | -17 |
|       | 16.  | Osasuna             | 39  | 38 | 10 | 9  | 19 | 33  | 50 | -17 |
|       | 17.  | Celta Vigo          | 37  | 38 | 10 | 7  | 21 | 37  | 52 | -15 |
|       | 18.  | Maiorca             | 36  | 38 | 9  | 9  | 20 | 43  | 72 | -29 |
|       | 19.  | Deportivo La Coruña | 35  | 38 | 8  | 11 | 19 | 47  | 70 | -23 |
|       | 20.  | Real Saragozza      | 34  | 38 | 9  | 7  | 22 | 37  | 62 | -25 |

Legenda:
      Campione di Spagna e qualificata alla prima fase a gironi della UEFA Champions League 2013-2014.
      Qualificata alla fase a gironi della UEFA Champions League 2013-2014.
      Qualificate ai play-off della UEFA Champions League 2013-2014.
      Qualificate alla fase a gironi della UEFA Europa League 2013-2014.
      Qualificata alle qualificazioni della UEFA Europa League 2013-2014.
      Retrocesse in Segunda División 2013-2014.
Regolamento:
Tre punti a vittoria, uno a pareggio, zero a sconfitta.
In caso di arrivo di due o più squadre a pari punti, la graduatoria verrà stilata secondo la classifica avulsa tra le squadre interessate che prevede, in ordine, i seguenti criteri:
- Punti negli scontri diretti.
- Differenza reti negli scontri diretti.
- Regola dei gol fuori casa negli scontri diretti.
- Differenza reti generale.
- Reti realizzate in generale.
- Posizione nella classifica fair-play.

### Squadra campione
| Formazione tipo (4-3-3) | Giocatori (presenze)      |
| --- | ------------------------- |
| Valdés Dani Alves Piqué Mascherano Alba Xavi Busquets Fàbregas Pedro Messi Iniesta | Víctor Valdés (31)        |
| Valdés Dani Alves Piqué Mascherano Alba Xavi Busquets Fàbregas Pedro Messi Iniesta | Dani Alves (30)           |
| Valdés Dani Alves Piqué Mascherano Alba Xavi Busquets Fàbregas Pedro Messi Iniesta | Gerard Piqué (28)         |
| Valdés Dani Alves Piqué Mascherano Alba Xavi Busquets Fàbregas Pedro Messi Iniesta | Javier Mascherano (25)    |
| Valdés Dani Alves Piqué Mascherano Alba Xavi Busquets Fàbregas Pedro Messi Iniesta | Jordi Alba (29)           |
| Valdés Dani Alves Piqué Mascherano Alba Xavi Busquets Fàbregas Pedro Messi Iniesta | Xavi (30)                 |
| Valdés Dani Alves Piqué Mascherano Alba Xavi Busquets Fàbregas Pedro Messi Iniesta | Sergio Busquets (31)      |
| Valdés Dani Alves Piqué Mascherano Alba Xavi Busquets Fàbregas Pedro Messi Iniesta | Cesc Fàbregas (32)        |
| Valdés Dani Alves Piqué Mascherano Alba Xavi Busquets Fàbregas Pedro Messi Iniesta | Pedro (28)                |
| Valdés Dani Alves Piqué Mascherano Alba Xavi Busquets Fàbregas Pedro Messi Iniesta | Lionel Messi (32)         |
| Valdés Dani Alves Piqué Mascherano Alba Xavi Busquets Fàbregas Pedro Messi Iniesta | Andrés Iniesta (31)       |
| Valdés Dani Alves Piqué Mascherano Alba Xavi Busquets Fàbregas Pedro Messi Iniesta | Allenatore: Tito Vilanova |
| Altri giocatori: Alexis Sánchez (29), David Villa (28), Thiago (27), Adriano (23), Cristian Tello (22), Alexandre Song (20), Martín Montoya (15), Carles Puyol (13), Marc Bartra (8), José Manuel Pinto (7), Éric Abidal (5), Jonathan dos Santos (3), Gerard Deulofeu (1), Sergi Roberto (1). |                           |

## Risultati

### Calendario
| andata (1ª) | andata (1ª) | 1ª giornata                   | ritorno (20ª) | ritorno (20ª) |
|             |             |                               |               |               |
| 18 ago.     | 3-5         | Athletic Bilbao-Betis         | 1-1           | 20 gen.       |
| 18 ago.     | 1-1         | Levante-Atlètico Madrid       | 0-2           | 20 gen.       |
| 18 ago.     | 0-1         | Real Saragoza-Real Valladolid | 0-2           | 20 gen.       |
| 18 ago.     | 2-1         | Mallorca-Espanyol             | 2-3           | 20 gen.       |
| 18 ago.     | 0-1         | Celta Vigo-Malaga             | 1-1           | 20 gen.       |
| 18 ago.     | 5-1         | Barcelona-R. Sociedad         | 2-3           | 20 gen.       |
| 18 ago.     | 2-0         | Deportivo La Coruña-Osasuna   | 1-2           | 20 gen.       |
| 18 ago.     | 1-1         | Real Madrid-Valencia          | 5-0           | 20 gen.       |
| 18 ago.     | 2-1         | Sevilla-Getafe                | 1-1           | 20 gen.       |
| 18 ago.     | 1-0         | Rayo Vallecano-Granada        | 0-2           | 20 gen.       |

| andata (2ª) | andata (2ª) | 2ª giornata                     | ritorno (21ª) | ritorno (21ª) |
|             |             |                                 |               |               |
| 26 ago.     | 1-2         | Betis-Rayo Vallecano            | 0-3           | 27 gen.       |
| 26 ago.     | 4-0         | Atlètico Madrid-Athletic Bilbao | 0-3           | 27 gen.       |
| 26 ago.     | 2-0         | Real Valladolid-Levante         | 1-2           | 27 gen.       |
| 26 ago.     | 1-2         | Espanyol-Real Saragoza          | 0-0           | 27 gen.       |
| 26 ago.     | 1-1         | Malaga-Mallorca                 | 3-2           | 27 gen.       |
| 26 ago.     | 2-1         | Real Sociedad-Celta Vigo        | 1-1           | 27 gen.       |
| 26 ago.     | 1-2         | Osasuna-Barcelona               | 1-5           | 27 gen.       |
| 26 ago.     | 3-3         | Valencia-Deportivo La Coruña    | 3-2           | 27 gen.       |
| 26 ago.     | 2-1         | Getafe-Real Madrid              | 0-4           | 27 gen.       |
| 26 ago.     | 1-1         | Granada-Sevilla                 | 0-3           | 27 gen.       |

| andata (1ª) | andata (1ª) | 1ª giornata                   | ritorno (20ª) | ritorno (20ª) |
|             |             |                               |               |               |
| 18 ago.     | 3-5         | Athletic Bilbao-Betis         | 1-1           | 20 gen.       |
| 18 ago.     | 1-1         | Levante-Atlètico Madrid       | 0-2           | 20 gen.       |
| 18 ago.     | 0-1         | Real Saragoza-Real Valladolid | 0-2           | 20 gen.       |
| 18 ago.     | 2-1         | Mallorca-Espanyol             | 2-3           | 20 gen.       |
| 18 ago.     | 0-1         | Celta Vigo-Malaga             | 1-1           | 20 gen.       |
| 18 ago.     | 5-1         | Barcelona-R. Sociedad         | 2-3           | 20 gen.       |
| 18 ago.     | 2-0         | Deportivo La Coruña-Osasuna   | 1-2           | 20 gen.       |
| 18 ago.     | 1-1         | Real Madrid-Valencia          | 5-0           | 20 gen.       |
| 18 ago.     | 2-1         | Sevilla-Getafe                | 1-1           | 20 gen.       |
| 18 ago.     | 1-0         | Rayo Vallecano-Granada        | 0-2           | 20 gen.       |

| andata (2ª) | andata (2ª) | 2ª giornata                     | ritorno (21ª) | ritorno (21ª) |
|             |             |                                 |               |               |
| 26 ago.     | 1-2         | Betis-Rayo Vallecano            | 0-3           | 27 gen.       |
| 26 ago.     | 4-0         | Atlètico Madrid-Athletic Bilbao | 0-3           | 27 gen.       |
| 26 ago.     | 2-0         | Real Valladolid-Levante         | 1-2           | 27 gen.       |
| 26 ago.     | 1-2         | Espanyol-Real Saragoza          | 0-0           | 27 gen.       |
| 26 ago.     | 1-1         | Malaga-Mallorca                 | 3-2           | 27 gen.       |
| 26 ago.     | 2-1         | Real Sociedad-Celta Vigo        | 1-1           | 27 gen.       |
| 26 ago.     | 1-2         | Osasuna-Barcelona               | 1-5           | 27 gen.       |
| 26 ago.     | 3-3         | Valencia-Deportivo La Coruña    | 3-2           | 27 gen.       |
| 26 ago.     | 2-1         | Getafe-Real Madrid              | 0-4           | 27 gen.       |
| 26 ago.     | 1-1         | Granada-Sevilla                 | 0-3           | 27 gen.       |

| andata (3ª) | andata (3ª) | 3ª giornata                     | ritorno (22ª) | ritorno (22ª) |
|             |             |                                 |               |               |
| 2 set.      | 2-4         | Betis-Atlètico Madrid           | 0-1           | 3 feb.        |
| 2 set.      | 2-0         | Athletic Bilbao-Real Valladolid | 2-2           | 3 feb.        |
| 2 set.      | 3-2         | Levante-Espanyol                | 2-3           | 3 feb.        |
| 2 set.      | 0-1         | Real Saragoza-Malaga            | 1-1           | 3 feb.        |
| 2 set.      | 1-0         | Mallorca-Real Sociedad          | 0-3           | 3 feb.        |
| 2 set.      | 2-0         | Celta Vigo-Osasuna              | 0-1           | 3 feb.        |
| 2 set.      | 1-0         | Barcelona-Valencia              | 1-1           | 3 feb.        |
| 2 set.      | 1-1         | Deportivo La Coruña-Getafe      | 1-3           | 3 feb.        |
| 2 set.      | 3-0         | Real Madrid-Granada             | 0-1           | 3 feb.        |
| 2 set.      | 0-0         | Rayo Vallecano-Sevilla          | 1-2           | 3 feb.        |

| andata (4ª) | andata (4ª) | 4ª giornata                    | ritorno (23ª) | ritorno (23ª) |
|             |             |                                |               |               |
| 16 set.     | 4-3         | Atlètico Madrid-Rayo Vallecano | 1-2           | 10 feb.       |
| 16 set.     | 0-1         | Real Valladolid-Betis          | 0-0           | 10 feb.       |
| 16 set.     | 3-3         | Espanyol-Athletic Bilbao       | 4-0           | 10 feb.       |
| 16 set.     | 3-1         | Malaga-Levante                 | 2-1           | 10 feb.       |
| 16 set.     | 2-0         | Real Sociedad-Real Saragoza    | 2-1           | 10 feb.       |
| 16 set.     | 1-1         | Osasuna-Mallorca               | 1-1           | 10 feb.       |
| 16 set.     | 2-1         | Valencia-Celta Vigo            | 1-0           | 10 feb.       |
| 16 set.     | 1-4         | Getafe-Barcelona               | 1-6           | 10 feb.       |
| 16 set.     | 1-1         | Granada-Deportivo La Coruña    | 3-0           | 10 feb.       |
| 16 set.     | 1-0         | Sevilla-Real Madrid            | 1-4           | 10 feb.       |

| andata (3ª) | andata (3ª) | 3ª giornata                     | ritorno (22ª) | ritorno (22ª) |
|             |             |                                 |               |               |
| 2 set.      | 2-4         | Betis-Atlètico Madrid           | 0-1           | 3 feb.        |
| 2 set.      | 2-0         | Athletic Bilbao-Real Valladolid | 2-2           | 3 feb.        |
| 2 set.      | 3-2         | Levante-Espanyol                | 2-3           | 3 feb.        |
| 2 set.      | 0-1         | Real Saragoza-Malaga            | 1-1           | 3 feb.        |
| 2 set.      | 1-0         | Mallorca-Real Sociedad          | 0-3           | 3 feb.        |
| 2 set.      | 2-0         | Celta Vigo-Osasuna              | 0-1           | 3 feb.        |
| 2 set.      | 1-0         | Barcelona-Valencia              | 1-1           | 3 feb.        |
| 2 set.      | 1-1         | Deportivo La Coruña-Getafe      | 1-3           | 3 feb.        |
| 2 set.      | 3-0         | Real Madrid-Granada             | 0-1           | 3 feb.        |
| 2 set.      | 0-0         | Rayo Vallecano-Sevilla          | 1-2           | 3 feb.        |

| andata (4ª) | andata (4ª) | 4ª giornata                    | ritorno (23ª) | ritorno (23ª) |
|             |             |                                |               |               |
| 16 set.     | 4-3         | Atlètico Madrid-Rayo Vallecano | 1-2           | 10 feb.       |
| 16 set.     | 0-1         | Real Valladolid-Betis          | 0-0           | 10 feb.       |
| 16 set.     | 3-3         | Espanyol-Athletic Bilbao       | 4-0           | 10 feb.       |
| 16 set.     | 3-1         | Malaga-Levante                 | 2-1           | 10 feb.       |
| 16 set.     | 2-0         | Real Sociedad-Real Saragoza    | 2-1           | 10 feb.       |
| 16 set.     | 1-1         | Osasuna-Mallorca               | 1-1           | 10 feb.       |
| 16 set.     | 2-1         | Valencia-Celta Vigo            | 1-0           | 10 feb.       |
| 16 set.     | 1-4         | Getafe-Barcelona               | 1-6           | 10 feb.       |
| 16 set.     | 1-1         | Granada-Deportivo La Coruña    | 3-0           | 10 feb.       |
| 16 set.     | 1-0         | Sevilla-Real Madrid            | 1-4           | 10 feb.       |

| andata (5ª) | andata (5ª) | 5ª giornata                     | ritorno (24ª) | ritorno (24ª) |
|             |             |                                 |               |               |
| 23 sett.    | 2-1         | Atlètico Madrid-Real Valladolid | 3-0           | 17 feb.       |
| 23 sett.    | 1-0         | Betis-Espanyol                  | 0-1           | 17 feb.       |
| 23 sett.    | 0-0         | Athletic Bilbao-Malaga          | 0-1           | 17 feb.       |
| 23 sett.    | 2-1         | Levante-Real Sociedad           | 1-1           | 17 feb.       |
| 23 sett.    | 3-1         | Real Saragoza-Osasuna           | 0-1           | 17 feb.       |
| 23 sett.    | 2-0         | Mallorca-Valencia               | 0-2           | 17 feb.       |
| 23 sett.    | 2-1         | Celta Vigo-Getafe               | 1-3           | 17 feb.       |
| 23 sett.    | 2-0         | Barcelona-Granada               | 2-1           | 17 feb.       |
| 23 sett.    | 0-2         | Deportivo La Coruña-Sevilla     | 1-3           | 17 feb.       |
| 23 sett.    | 0-2         | Rayo Vallecano-Real Madrid      | 0-2           | 17 feb.       |

| andata (6ª) | andata (6ª) | 6ª giornata                     | ritorno (25ª) | ritorno (25ª) |
|             |             |                                 |               |               |
| 30 set.     | 6-1         | Real Valladolid-Rayo Vallecano  | 2-1           | 24 feb.       |
| 30 set.     | 0-1         | Espanyol-Atlètico Madrid        | 0-1           | 24 feb.       |
| 30 set.     | 4-0         | Malaga-Betis                    | 0-3           | 24 feb.       |
| 30 set.     | 2-0         | Real Sociedad-Athletic Bilbao   | 3-1           | 24 feb.       |
| 30 set.     | 4-0         | Osasuna-Levante                 | 2-0           | 24 feb.       |
| 30 set.     | 2-0         | Valencia-Real Saragoza          | 2-2           | 24 feb.       |
| 30 set.     | 1-0         | Getafe-Mallorca                 | 3-1           | 24 feb.       |
| 30 set.     | 2-1         | Granada-Celta Vigo              | 1-2           | 24 feb.       |
| 30 set.     | 2-3         | Sevilla-Barcelona               | 1-2           | 24 feb.       |
| 30 set.     | 5-1         | Real Madrid-Deportivo La Coruña | 2-1           | 24 feb.       |

| andata (5ª) | andata (5ª) | 5ª giornata                     | ritorno (24ª) | ritorno (24ª) |
|             |             |                                 |               |               |
| 23 sett.    | 2-1         | Atlètico Madrid-Real Valladolid | 3-0           | 17 feb.       |
| 23 sett.    | 1-0         | Betis-Espanyol                  | 0-1           | 17 feb.       |
| 23 sett.    | 0-0         | Athletic Bilbao-Malaga          | 0-1           | 17 feb.       |
| 23 sett.    | 2-1         | Levante-Real Sociedad           | 1-1           | 17 feb.       |
| 23 sett.    | 3-1         | Real Saragoza-Osasuna           | 0-1           | 17 feb.       |
| 23 sett.    | 2-0         | Mallorca-Valencia               | 0-2           | 17 feb.       |
| 23 sett.    | 2-1         | Celta Vigo-Getafe               | 1-3           | 17 feb.       |
| 23 sett.    | 2-0         | Barcelona-Granada               | 2-1           | 17 feb.       |
| 23 sett.    | 0-2         | Deportivo La Coruña-Sevilla     | 1-3           | 17 feb.       |
| 23 sett.    | 0-2         | Rayo Vallecano-Real Madrid      | 0-2           | 17 feb.       |

| andata (6ª) | andata (6ª) | 6ª giornata                     | ritorno (25ª) | ritorno (25ª) |
|             |             |                                 |               |               |
| 30 set.     | 6-1         | Real Valladolid-Rayo Vallecano  | 2-1           | 24 feb.       |
| 30 set.     | 0-1         | Espanyol-Atlètico Madrid        | 0-1           | 24 feb.       |
| 30 set.     | 4-0         | Malaga-Betis                    | 0-3           | 24 feb.       |
| 30 set.     | 2-0         | Real Sociedad-Athletic Bilbao   | 3-1           | 24 feb.       |
| 30 set.     | 4-0         | Osasuna-Levante                 | 2-0           | 24 feb.       |
| 30 set.     | 2-0         | Valencia-Real Saragoza          | 2-2           | 24 feb.       |
| 30 set.     | 1-0         | Getafe-Mallorca                 | 3-1           | 24 feb.       |
| 30 set.     | 2-1         | Granada-Celta Vigo              | 1-2           | 24 feb.       |
| 30 set.     | 2-3         | Sevilla-Barcelona               | 1-2           | 24 feb.       |
| 30 set.     | 5-1         | Real Madrid-Deportivo La Coruña | 2-1           | 24 feb.       |

| andata (7ª) | andata (7ª) | 7ª giornata                        | ritorno (26ª) | ritorno (26ª) |
|             |             |                                    |               |               |
| 7 ott.      | 1-1         | Real Valladolid-Espanyol           | 0-0           | 3 mar.        |
| 7 ott.      | 2-1         | Atlètico Madrid-Malaga             | 0-0           | 3 mar.        |
| 7 ott.      | 2-0         | Betis-Real Sociedad                | 3-3           | 3 mar.        |
| 7 ott.      | 1-0         | Athletic Bilbao-Osasuna            | 1-0           | 3 mar.        |
| 7 ott.      | 1-0         | Levante-Valencia                   | 2-2           | 3 mar.        |
| 7 ott.      | 0-1         | Real Saragoza-Getafe               | 0-2           | 3 mar.        |
| 7 ott.      | 1-2         | Mallorca-Granada                   | 2-1           | 3 mar.        |
| 7 ott.      | 2-0         | Celta Vigo-Sevilla                 | 1-4           | 3 mar.        |
| 7 ott.      | 2-2         | Barcelona-Real Madrid              | 1-2           | 3 mar.        |
| 7 ott.      | 2-1         | Rayo Vallecano-Deportivo La Coruña | 0-0           | 3 mar.        |

| andata (8ª) | andata (8ª) | 8ª giornata                   | ritorno (27ª) | ritorno (27ª) |
|             |             |                               |               |               |
| 21 ott.     | 3-2         | Espanyol-Rayo Vallecano       | 0-2           | 10 mar.       |
| 21 ott.     | 2-1         | Malaga-Real Valladolid        | 1-1           | 10 mar.       |
| 21 ott.     | 0-1         | Real Sociedad-Atlètico Madrid | 1-0           | 10 mar.       |
| 21 ott.     | 0-0         | Osasuna-Betis                 | 1-2           | 10 mar.       |
| 21 ott.     | 3-2         | Valencia-Athletic Bilbao      | 0-1           | 10 mar.       |
| 21 ott.     | 0-1         | Getafe-Levante                | 0-0           | 10 mar.       |
| 21 ott.     | 1-2         | Granada-Real Saragoza         | 0-0           | 10 mar.       |
| 21 ott.     | 3-2         | Sevilla-Mallorca              | 1-2           | 10 mar.       |
| 21 ott.     | 2-0         | Real Madrid-Celta Vigo        | 2-1           | 10 mar.       |
| 21 ott.     | 4-5         | Deportivo La Coruña-Barcelona | 0-2           | 10 mar.       |

| andata (7ª) | andata (7ª) | 7ª giornata                        | ritorno (26ª) | ritorno (26ª) |
|             |             |                                    |               |               |
| 7 ott.      | 1-1         | Real Valladolid-Espanyol           | 0-0           | 3 mar.        |
| 7 ott.      | 2-1         | Atlètico Madrid-Malaga             | 0-0           | 3 mar.        |
| 7 ott.      | 2-0         | Betis-Real Sociedad                | 3-3           | 3 mar.        |
| 7 ott.      | 1-0         | Athletic Bilbao-Osasuna            | 1-0           | 3 mar.        |
| 7 ott.      | 1-0         | Levante-Valencia                   | 2-2           | 3 mar.        |
| 7 ott.      | 0-1         | Real Saragoza-Getafe               | 0-2           | 3 mar.        |
| 7 ott.      | 1-2         | Mallorca-Granada                   | 2-1           | 3 mar.        |
| 7 ott.      | 2-0         | Celta Vigo-Sevilla                 | 1-4           | 3 mar.        |
| 7 ott.      | 2-2         | Barcelona-Real Madrid              | 1-2           | 3 mar.        |
| 7 ott.      | 2-1         | Rayo Vallecano-Deportivo La Coruña | 0-0           | 3 mar.        |

| andata (8ª) | andata (8ª) | 8ª giornata                   | ritorno (27ª) | ritorno (27ª) |
|             |             |                               |               |               |
| 21 ott.     | 3-2         | Espanyol-Rayo Vallecano       | 0-2           | 10 mar.       |
| 21 ott.     | 2-1         | Malaga-Real Valladolid        | 1-1           | 10 mar.       |
| 21 ott.     | 0-1         | Real Sociedad-Atlètico Madrid | 1-0           | 10 mar.       |
| 21 ott.     | 0-0         | Osasuna-Betis                 | 1-2           | 10 mar.       |
| 21 ott.     | 3-2         | Valencia-Athletic Bilbao      | 0-1           | 10 mar.       |
| 21 ott.     | 0-1         | Getafe-Levante                | 0-0           | 10 mar.       |
| 21 ott.     | 1-2         | Granada-Real Saragoza         | 0-0           | 10 mar.       |
| 21 ott.     | 3-2         | Sevilla-Mallorca              | 1-2           | 10 mar.       |
| 21 ott.     | 2-0         | Real Madrid-Celta Vigo        | 2-1           | 10 mar.       |
| 21 ott.     | 4-5         | Deportivo La Coruña-Barcelona | 0-2           | 10 mar.       |

| andata (9ª) | andata (9ª) | 9ª giornata                    | ritorno (28ª) | ritorno (28ª) |
|             |             |                                |               |               |
| 28 ott.     | 0-0         | Espanyol-Malaga                | 2-0           | 17 mar.       |
| 28 ott.     | 2-2         | Real Valladolid-Real Sociedad  | 1-4           | 17 mar.       |
| 28 ott.     | 3-1         | Atlètico Madrid-Osasuna        | 2-0           | 17 mar.       |
| 28 ott.     | 1-0         | Betis-Valencia                 | 0-3           | 17 mar.       |
| 28 ott.     | 1-2         | Athletic Bilbao-Getafe         | 0-1           | 17 mar.       |
| 28 ott.     | 3-1         | Levante-Granada                | 1-1           | 17 mar.       |
| 28 ott.     | 2-1         | Real Saragoza-Sevilla          | 0-4           | 17 mar.       |
| 28 ott.     | 0-5         | Mallorca-Real Madrid           | 2-5           | 17 mar.       |
| 28 ott.     | 1-1         | Celta Vigo-Deportivo La Coruña | 1-3           | 17 mar.       |
| 28 ott.     | 0-5         | Rayo Vallecano-Barcelona       | 1-3           | 17 mar.       |

| andata (10ª) | andata (10ª) | 10ª giornata                 | ritorno (29ª) | ritorno (29ª) |
|              |              |                              |               |               |
| 4 nov.       | 1-2          | Malaga-Rayo Vallecano        | 3-1           | 31 mar.       |
| 4 nov.       | 0-1          | Real Sociedad-Espanyol       | 2-2           | 31 mar.       |
| 4 nov.       | 0-1          | Osasuna-Real Valladolid      | 3-1           | 31 mar.       |
| 4 nov.       | 2-0          | Valencia-Atlètico Madrid     | 1-1           | 31 mar.       |
| 4 nov.       | 2-4          | Getafe-Betis                 | 0-0           | 31 mar.       |
| 4 nov.       | 1-2          | Granada-Athletic Bilbao      | 0-1           | 31 mar.       |
| 4 nov.       | 0-0          | Sevilla-Levante              | 0-1           | 31 mar.       |
| 4 nov.       | 4-0          | Real Madrid-Real Saragoza    | 1-1           | 31 mar.       |
| 4 nov.       | 1-0          | Deportivo La Coruña-Mallorca | 3-2           | 31 mar.       |
| 4 nov.       | 3-1          | Barcelona-Celta Vigo         | 2-2           | 31 mar.       |

| andata (9ª) | andata (9ª) | 9ª giornata                    | ritorno (28ª) | ritorno (28ª) |
|             |             |                                |               |               |
| 28 ott.     | 0-0         | Espanyol-Malaga                | 2-0           | 17 mar.       |
| 28 ott.     | 2-2         | Real Valladolid-Real Sociedad  | 1-4           | 17 mar.       |
| 28 ott.     | 3-1         | Atlètico Madrid-Osasuna        | 2-0           | 17 mar.       |
| 28 ott.     | 1-0         | Betis-Valencia                 | 0-3           | 17 mar.       |
| 28 ott.     | 1-2         | Athletic Bilbao-Getafe         | 0-1           | 17 mar.       |
| 28 ott.     | 3-1         | Levante-Granada                | 1-1           | 17 mar.       |
| 28 ott.     | 2-1         | Real Saragoza-Sevilla          | 0-4           | 17 mar.       |
| 28 ott.     | 0-5         | Mallorca-Real Madrid           | 2-5           | 17 mar.       |
| 28 ott.     | 1-1         | Celta Vigo-Deportivo La Coruña | 1-3           | 17 mar.       |
| 28 ott.     | 0-5         | Rayo Vallecano-Barcelona       | 1-3           | 17 mar.       |

| andata (10ª) | andata (10ª) | 10ª giornata                 | ritorno (29ª) | ritorno (29ª) |
|              |              |                              |               |               |
| 4 nov.       | 1-2          | Malaga-Rayo Vallecano        | 3-1           | 31 mar.       |
| 4 nov.       | 0-1          | Real Sociedad-Espanyol       | 2-2           | 31 mar.       |
| 4 nov.       | 0-1          | Osasuna-Real Valladolid      | 3-1           | 31 mar.       |
| 4 nov.       | 2-0          | Valencia-Atlètico Madrid     | 1-1           | 31 mar.       |
| 4 nov.       | 2-4          | Getafe-Betis                 | 0-0           | 31 mar.       |
| 4 nov.       | 1-2          | Granada-Athletic Bilbao      | 0-1           | 31 mar.       |
| 4 nov.       | 0-0          | Sevilla-Levante              | 0-1           | 31 mar.       |
| 4 nov.       | 4-0          | Real Madrid-Real Saragoza    | 1-1           | 31 mar.       |
| 4 nov.       | 1-0          | Deportivo La Coruña-Mallorca | 3-2           | 31 mar.       |
| 4 nov.       | 3-1          | Barcelona-Celta Vigo         | 2-2           | 31 mar.       |

| andata (11ª) | andata (11ª) | 11ª giornata                      | ritorno (30ª) | ritorno (30ª) |
|              |              |                                   |               |               |
| 11 nov.      | 1-2          | Malaga-Real Sociedad              | 2-4           | 7 apr.        |
| 11 nov.      | 0-3          | Espanyol-Osasuna                  | 2-0           | 7 apr.        |
| 11 nov.      | 1-1          | Real Valladolid-Valencia          | 1-2           | 7 apr.        |
| 11 nov.      | 2-0          | Atlètico Madrid-Getafe            | 0-0           | 7 apr.        |
| 11 nov.      | 1-2          | Betis-Granada                     | 5-1           | 7 apr.        |
| 11 nov.      | 2-1          | Athletic Bilbao-Sevilla           | 1-2           | 7 apr.        |
| 11 nov.      | 1-2          | Levante-Real Madrid               | 1-5           | 7 apr.        |
| 11 nov.      | 5-3          | Real Saragoza-Deportivo La Coruña | 2-3           | 7 apr.        |
| 11 nov.      | 2-4          | Mallorca-Barcelona                | 0-5           | 7 apr.        |
| 11 nov.      | 3-2          | Rayo Vallecano-Celta Vigo         | 2-0           | 7 apr.        |

| andata (12ª) | andata (12ª) | 12ª giornata                 | ritorno (31ª) | ritorno (31ª) |
|              |              |                              |               |               |
| 18 nov.      | 4-0          | Real Sociedad-Rayo Vallecano | 2-0           | 14 apr.       |
| 18 nov.      | 0-0          | Osasuna-Malaga               | 0-1           | 14 apr.       |
| 18 nov.      | 2-1          | Valencia-Espanyol            | 3-3           | 14 apr.       |
| 18 nov.      | 2-1          | Getafe-Real Valladolid       | 1-2           | 14 apr.       |
| 18 nov.      | 0-1          | Granada-Atlètico Madrid      | 0-5           | 14 apr.       |
| 18 nov.      | 5-1          | Sevilla-Betis                | 3-3           | 14 apr.       |
| 18 nov.      | 5-1          | Real Madrid-Athletic Bilbao  | 3-0           | 14 apr.       |
| 18 nov.      | 0-2          | Deportivo La Coruña-Levante  | 4-0           | 14 apr.       |
| 18 nov.      | 3-1          | Barcelona-Real Saragoza      | 3-0           | 14 apr.       |
| 18 nov.      | 1-1          | Celta Vigo-Mallorca          | 0-1           | 14 apr.       |

| andata (11ª) | andata (11ª) | 11ª giornata                      | ritorno (30ª) | ritorno (30ª) |
|              |              |                                   |               |               |
| 11 nov.      | 1-2          | Malaga-Real Sociedad              | 2-4           | 7 apr.        |
| 11 nov.      | 0-3          | Espanyol-Osasuna                  | 2-0           | 7 apr.        |
| 11 nov.      | 1-1          | Real Valladolid-Valencia          | 1-2           | 7 apr.        |
| 11 nov.      | 2-0          | Atlètico Madrid-Getafe            | 0-0           | 7 apr.        |
| 11 nov.      | 1-2          | Betis-Granada                     | 5-1           | 7 apr.        |
| 11 nov.      | 2-1          | Athletic Bilbao-Sevilla           | 1-2           | 7 apr.        |
| 11 nov.      | 1-2          | Levante-Real Madrid               | 1-5           | 7 apr.        |
| 11 nov.      | 5-3          | Real Saragoza-Deportivo La Coruña | 2-3           | 7 apr.        |
| 11 nov.      | 2-4          | Mallorca-Barcelona                | 0-5           | 7 apr.        |
| 11 nov.      | 3-2          | Rayo Vallecano-Celta Vigo         | 2-0           | 7 apr.        |

| andata (12ª) | andata (12ª) | 12ª giornata                 | ritorno (31ª) | ritorno (31ª) |
|              |              |                              |               |               |
| 18 nov.      | 4-0          | Real Sociedad-Rayo Vallecano | 2-0           | 14 apr.       |
| 18 nov.      | 0-0          | Osasuna-Malaga               | 0-1           | 14 apr.       |
| 18 nov.      | 2-1          | Valencia-Espanyol            | 3-3           | 14 apr.       |
| 18 nov.      | 2-1          | Getafe-Real Valladolid       | 1-2           | 14 apr.       |
| 18 nov.      | 0-1          | Granada-Atlètico Madrid      | 0-5           | 14 apr.       |
| 18 nov.      | 5-1          | Sevilla-Betis                | 3-3           | 14 apr.       |
| 18 nov.      | 5-1          | Real Madrid-Athletic Bilbao  | 3-0           | 14 apr.       |
| 18 nov.      | 0-2          | Deportivo La Coruña-Levante  | 4-0           | 14 apr.       |
| 18 nov.      | 3-1          | Barcelona-Real Saragoza      | 3-0           | 14 apr.       |
| 18 nov.      | 1-1          | Celta Vigo-Mallorca          | 0-1           | 14 apr.       |

| andata (13ª) | andata (13ª) | 13ª giornata                        | ritorno (32ª) | ritorno (32ª) |
|              |              |                                     |               |               |
| 25 nov.      | 0-0          | Real Sociedad-Osasuna               | 0-0           | 21 apr.       |
| 25 nov.      | 4-0          | Malaga-Valencia                     | 1-5           | 21 apr.       |
| 25 nov.      | 0-2          | Espanyol-Getafe                     | 2-0           | 21 apr.       |
| 25 nov.      | 1-0          | Real Valladolid-Granada             | 1-1           | 21 apr.       |
| 25 nov.      | 4-0          | Atlètico Madrid-Sevilla             | 1-0           | 21 apr.       |
| 25 nov.      | 1-0          | Betis-Real Madrid                   | 1-3           | 21 apr.       |
| 25 nov.      | 1-1          | Athletic Bilbao-Deportivo La Coruña | 1-1           | 21 apr.       |
| 25 nov.      | 0-4          | Levante-Barcelona                   | 0-1           | 21 apr.       |
| 25 nov.      | 0-1          | Real Saragoza-Celta Vigo            | 1-2           | 21 apr.       |
| 25 nov.      | 2-0          | Rayo Vallecano-Mallorca             | 1-1           | 21 apr.       |

| andata (14ª) | andata (14ª) | 14ª giornata                | ritorno (33ª) | ritorno (33ª) |
|              |              |                             |               |               |
| 2 dic.       | 1-0          | Osasuna-Rayo Vallecano      | 2-2           | 28 apr.       |
| 2 dic.       | 2-5          | Valencia-Real Sociedad      | 2-4           | 28 apr.       |
| 2 dic.       | 1-0          | Getafe-Malaga               | 1-2           | 28 apr.       |
| 2 dic.       | 0-0          | Granada-Espanyol            | 1-0           | 28 apr.       |
| 2 dic.       | 1-2          | Sevilla-Real Valladolid     | 1-1           | 28 apr.       |
| 2 dic.       | 2-0          | Real Madrid-Atlètico Madrid | 2-1           | 28 apr.       |
| 2 dic.       | 2-3          | Deportivo La Coruña-Betis   | 1-1           | 28 apr.       |
| 2 dic.       | 5-1          | Barcelona-Athletic Bilbao   | 2-2           | 28 apr.       |
| 2 dic.       | 1-1          | Celta Vigo-Levante          | 1-0           | 28 apr.       |
| 2 dic.       | 1-1          | Mallorca-Real Saragoza      | 2-3           | 28 apr.       |

| andata (13ª) | andata (13ª) | 13ª giornata                        | ritorno (32ª) | ritorno (32ª) |
|              |              |                                     |               |               |
| 25 nov.      | 0-0          | Real Sociedad-Osasuna               | 0-0           | 21 apr.       |
| 25 nov.      | 4-0          | Malaga-Valencia                     | 1-5           | 21 apr.       |
| 25 nov.      | 0-2          | Espanyol-Getafe                     | 2-0           | 21 apr.       |
| 25 nov.      | 1-0          | Real Valladolid-Granada             | 1-1           | 21 apr.       |
| 25 nov.      | 4-0          | Atlètico Madrid-Sevilla             | 1-0           | 21 apr.       |
| 25 nov.      | 1-0          | Betis-Real Madrid                   | 1-3           | 21 apr.       |
| 25 nov.      | 1-1          | Athletic Bilbao-Deportivo La Coruña | 1-1           | 21 apr.       |
| 25 nov.      | 0-4          | Levante-Barcelona                   | 0-1           | 21 apr.       |
| 25 nov.      | 0-1          | Real Saragoza-Celta Vigo            | 1-2           | 21 apr.       |
| 25 nov.      | 2-0          | Rayo Vallecano-Mallorca             | 1-1           | 21 apr.       |

| andata (14ª) | andata (14ª) | 14ª giornata                | ritorno (33ª) | ritorno (33ª) |
|              |              |                             |               |               |
| 2 dic.       | 1-0          | Osasuna-Rayo Vallecano      | 2-2           | 28 apr.       |
| 2 dic.       | 2-5          | Valencia-Real Sociedad      | 2-4           | 28 apr.       |
| 2 dic.       | 1-0          | Getafe-Malaga               | 1-2           | 28 apr.       |
| 2 dic.       | 0-0          | Granada-Espanyol            | 1-0           | 28 apr.       |
| 2 dic.       | 1-2          | Sevilla-Real Valladolid     | 1-1           | 28 apr.       |
| 2 dic.       | 2-0          | Real Madrid-Atlètico Madrid | 2-1           | 28 apr.       |
| 2 dic.       | 2-3          | Deportivo La Coruña-Betis   | 1-1           | 28 apr.       |
| 2 dic.       | 5-1          | Barcelona-Athletic Bilbao   | 2-2           | 28 apr.       |
| 2 dic.       | 1-1          | Celta Vigo-Levante          | 1-0           | 28 apr.       |
| 2 dic.       | 1-1          | Mallorca-Real Saragoza      | 2-3           | 28 apr.       |

| andata (15ª) | andata (15ª) | 15ª giornata                        | ritorno (34ª) | ritorno (34ª) |
|              |              |                                     |               |               |
| 9 dic.       | 0-1          | Osasuna-Valencia                    | 0-4           | 5 mag.        |
| 9 dic.       | 1-1          | Real Sociedad-Getafe                | 1-2           | 5 mag.        |
| 9 dic.       | 4-0          | Malaga-Granada                      | 0-1           | 5 mag.        |
| 9 dic.       | 2-2          | Espanyol-Sevilla                    | 0-3           | 5 mag.        |
| 9 dic.       | 2-3          | Real Valladolid-Real Madrid         | 3-4           | 5 mag.        |
| 9 dic.       | 6-0          | Atlètico Madrid-Deportivo La Coruña | 0-0           | 5 mag.        |
| 9 dic.       | 1-2          | Betis-Barcelona                     | 2-4           | 5 mag.        |
| 9 dic.       | 1-0          | Athletic Bilbao-Celta Vigo          | 1-1           | 5 mag.        |
| 9 dic.       | 4-0          | Levante-Mallorca                    | 1-1           | 5 mag.        |
| 9 dic.       | 0-2          | Rayo Vallecano-Real Saragoza        | 0-3           | 5 mag.        |

| andata (16ª) | andata (16ª) | 16ª giornata                        | ritorno (35ª) | ritorno (35ª) |
|              |              |                                     |               |               |
| 16 dic.      | 0-1          | Valencia-Rayo Vallecano             | 4-0           | 12 mag.       |
| 16 dic.      | 1-1          | Getafe-Osasuna                      | 0-1           | 12 mag.       |
| 16 dic.      | 0-0          | Granada-Real Sociedad               | 2-2           | 12 mag.       |
| 16 dic.      | 0-2          | Sevilla-Malaga                      | 0-0           | 12 mag.       |
| 16 dic.      | 2-2          | Real Madrid-Espanyol                | 1-1           | 12 mag.       |
| 16 dic.      | 0-0          | Deportivo La Coruña-Real Valladolid | 0-1           | 12 mag.       |
| 16 dic.      | 4-1          | Barcelona-Atlètico Madrid           | 2-1           | 12 mag.       |
| 16 dic.      | 0-1          | Celta Vigo-Betis                    | 0-1           | 12 mag.       |
| 16 dic.      | 0-1          | Mallorca-Athletic Bilbao            | 1-2           | 12 mag.       |
| 16 dic.      | 0-1          | Real Saragoza-Levante               | 0-0           | 12 mag.       |

| andata (15ª) | andata (15ª) | 15ª giornata                        | ritorno (34ª) | ritorno (34ª) |
|              |              |                                     |               |               |
| 9 dic.       | 0-1          | Osasuna-Valencia                    | 0-4           | 5 mag.        |
| 9 dic.       | 1-1          | Real Sociedad-Getafe                | 1-2           | 5 mag.        |
| 9 dic.       | 4-0          | Malaga-Granada                      | 0-1           | 5 mag.        |
| 9 dic.       | 2-2          | Espanyol-Sevilla                    | 0-3           | 5 mag.        |
| 9 dic.       | 2-3          | Real Valladolid-Real Madrid         | 3-4           | 5 mag.        |
| 9 dic.       | 6-0          | Atlètico Madrid-Deportivo La Coruña | 0-0           | 5 mag.        |
| 9 dic.       | 1-2          | Betis-Barcelona                     | 2-4           | 5 mag.        |
| 9 dic.       | 1-0          | Athletic Bilbao-Celta Vigo          | 1-1           | 5 mag.        |
| 9 dic.       | 4-0          | Levante-Mallorca                    | 1-1           | 5 mag.        |
| 9 dic.       | 0-2          | Rayo Vallecano-Real Saragoza        | 0-3           | 5 mag.        |

| andata (16ª) | andata (16ª) | 16ª giornata                        | ritorno (35ª) | ritorno (35ª) |
|              |              |                                     |               |               |
| 16 dic.      | 0-1          | Valencia-Rayo Vallecano             | 4-0           | 12 mag.       |
| 16 dic.      | 1-1          | Getafe-Osasuna                      | 0-1           | 12 mag.       |
| 16 dic.      | 0-0          | Granada-Real Sociedad               | 2-2           | 12 mag.       |
| 16 dic.      | 0-2          | Sevilla-Malaga                      | 0-0           | 12 mag.       |
| 16 dic.      | 2-2          | Real Madrid-Espanyol                | 1-1           | 12 mag.       |
| 16 dic.      | 0-0          | Deportivo La Coruña-Real Valladolid | 0-1           | 12 mag.       |
| 16 dic.      | 4-1          | Barcelona-Atlètico Madrid           | 2-1           | 12 mag.       |
| 16 dic.      | 0-1          | Celta Vigo-Betis                    | 0-1           | 12 mag.       |
| 16 dic.      | 0-1          | Mallorca-Athletic Bilbao            | 1-2           | 12 mag.       |
| 16 dic.      | 0-1          | Real Saragoza-Levante               | 0-0           | 12 mag.       |

| andata (17ª) | andata (17ª) | 17ª giornata                  | ritorno (36ª) | ritorno (36ª) |
|              |              |                               |               |               |
| 22 dic.      | 1-2          | Betis-Mallorca                | 0-1           | 19 mag.       |
| 22 dic.      | 0-2          | Athletic Bilbao-Real Saragoza | 2-1           | 19 mag.       |
| 22 dic.      | 3-0          | Rayo Vallecano-Levante        | 3-2           | 19 mag.       |
| 22 dic.      | 4-2          | Valencia-Getafe               | 1-0           | 19 mag.       |
| 22 dic.      | 1-2          | Osasuna-Granada               | 0-3           | 19 mag.       |
| 22 dic.      | 2-1          | Real Sociedad-Sevilla         | 2-1           | 19 mag.       |
| 22 dic.      | 3-2          | Malaga-Real Madrid            | 2-6           | 8 mag.        |
| 22 dic.      | 2-0          | Espanyol-Deportivo La Coruña  | 0-2           | 19 mag.       |
| 22 dic.      | 1-3          | Real Valladolid-Barcelona     | 1-2           | 19 mag.       |
| 22 dic.      | 1-0          | Atlètico Madrid-Celta Vigo    | 3-1           | 8 mag.        |

| andata (18ª) | andata (18ª) | 18ª giornata               | ritorno (37ª) | ritorno (37ª) |
|              |              |                            |               |               |
| 6 gen.       | 3-1          | Rayo Vallecano-Getafe      | 2-1           | 26 mag.       |
| 6 gen.       | 1-2          | Granada-Valencia           | 0-1           | 26 mag.       |
| 6 gen.       | 1-0          | Sevilla-Osasuna            | 1-2           | 26 mag.       |
| 6 gen.       | 4-3          | Real Madrid-Real Sociedad  | 3-3           | 26 mag.       |
| 6 gen.       | 1-0          | Deportivo La Coruña-Malaga | 1-3           | 26 mag.       |
| 6 gen.       | 4-0          | Barcelona-Espanyol         | 2-0           | 26 mag.       |
| 6 gen.       | 3-1          | Celta Vigo-Real Valladolid | 2-0           | 26 mag.       |
| 6 gen.       | 1-1          | Mallorca-Atlètico Madrid   | 0-0           | 26 mag.       |
| 6 gen.       | 1-2          | Real Saragoza-Betis        | 0-4           | 26 mag.       |
| 6 gen.       | 3-1          | Levante-Athletic Bilbao    | 1-0           | 26 mag.       |

| andata (17ª) | andata (17ª) | 17ª giornata                  | ritorno (36ª) | ritorno (36ª) |
|              |              |                               |               |               |
| 22 dic.      | 1-2          | Betis-Mallorca                | 0-1           | 19 mag.       |
| 22 dic.      | 0-2          | Athletic Bilbao-Real Saragoza | 2-1           | 19 mag.       |
| 22 dic.      | 3-0          | Rayo Vallecano-Levante        | 3-2           | 19 mag.       |
| 22 dic.      | 4-2          | Valencia-Getafe               | 1-0           | 19 mag.       |
| 22 dic.      | 1-2          | Osasuna-Granada               | 0-3           | 19 mag.       |
| 22 dic.      | 2-1          | Real Sociedad-Sevilla         | 2-1           | 19 mag.       |
| 22 dic.      | 3-2          | Malaga-Real Madrid            | 2-6           | 8 mag.        |
| 22 dic.      | 2-0          | Espanyol-Deportivo La Coruña  | 0-2           | 19 mag.       |
| 22 dic.      | 1-3          | Real Valladolid-Barcelona     | 1-2           | 19 mag.       |
| 22 dic.      | 1-0          | Atlètico Madrid-Celta Vigo    | 3-1           | 8 mag.        |

| andata (18ª) | andata (18ª) | 18ª giornata               | ritorno (37ª) | ritorno (37ª) |
|              |              |                            |               |               |
| 6 gen.       | 3-1          | Rayo Vallecano-Getafe      | 2-1           | 26 mag.       |
| 6 gen.       | 1-2          | Granada-Valencia           | 0-1           | 26 mag.       |
| 6 gen.       | 1-0          | Sevilla-Osasuna            | 1-2           | 26 mag.       |
| 6 gen.       | 4-3          | Real Madrid-Real Sociedad  | 3-3           | 26 mag.       |
| 6 gen.       | 1-0          | Deportivo La Coruña-Malaga | 1-3           | 26 mag.       |
| 6 gen.       | 4-0          | Barcelona-Espanyol         | 2-0           | 26 mag.       |
| 6 gen.       | 3-1          | Celta Vigo-Real Valladolid | 2-0           | 26 mag.       |
| 6 gen.       | 1-1          | Mallorca-Atlètico Madrid   | 0-0           | 26 mag.       |
| 6 gen.       | 1-2          | Real Saragoza-Betis        | 0-4           | 26 mag.       |
| 6 gen.       | 3-1          | Levante-Athletic Bilbao    | 1-0           | 26 mag.       |

| \| andata (ª) \| andata (ª) \| 19ª giornata \| ritorno (ª) \| ritorno (ª) \| \| \| \| \| \| \| \| 13 gen. \| 2-2 \| Getafe-Granada \| 0-2 \| 1º giu. \| \| 13 gen. \| 2-0 \| Valencia-Sevilla \| 3-4 \| 1º giu. \| \| 13 gen. \| 0-0 \| Osasuna-Real Madrid \| 2-4 \| 1º giu. \| \| 13 gen. \| 1-1 \| Real Sociedad-Deportivo La Coruña \| 1-0 \| 1º giu. \| \| 13 gen. \| 1-3 \| Malaga-Barcelona \| 1-4 \| 1º giu. \| \| 13 gen. \| 1-0 \| Espanyol-Celta Vigo \| 0-1 \| 1º giu. \| \| 13 gen. \| 3-1 \| Real Valladolid-Mallorca \| 2-4 \| 1º giu. \| \| 13 gen. \| 2-0 \| Atlètico Madrid-Real Saragoza \| 3-1 \| 1º giu. \| \| 13 gen. \| 2-0 \| Betis-Levante \| 1-1 \| 1º giu. \| \| 13 gen. \| 1-2 \| Athletic Bilbao-Rayo Vallecano \| 2-2 \| 1º giu. \| |            |                                   |             |             |
| andata (ª) | andata (ª) | 19ª giornata                      | ritorno (ª) | ritorno (ª) |
| |            |                                   |             |             |
| 13 gen. | 2-2        | Getafe-Granada                    | 0-2         | 1º giu.     |
| 13 gen. | 2-0        | Valencia-Sevilla                  | 3-4         | 1º giu.     |
| 13 gen. | 0-0        | Osasuna-Real Madrid               | 2-4         | 1º giu.     |
| 13 gen. | 1-1        | Real Sociedad-Deportivo La Coruña | 1-0         | 1º giu.     |
| 13 gen. | 1-3        | Malaga-Barcelona                  | 1-4         | 1º giu.     |
| 13 gen. | 1-0        | Espanyol-Celta Vigo               | 0-1         | 1º giu.     |
| 13 gen. | 3-1        | Real Valladolid-Mallorca          | 2-4         | 1º giu.     |
| 13 gen. | 2-0        | Atlètico Madrid-Real Saragoza     | 3-1         | 1º giu.     |
| 13 gen. | 2-0        | Betis-Levante                     | 1-1         | 1º giu.     |
| 13 gen. | 1-2        | Athletic Bilbao-Rayo Vallecano    | 2-2         | 1º giu.     |

| andata (ª) | andata (ª) | 19ª giornata                      | ritorno (ª) | ritorno (ª) |
|            |            |                                   |             |             |
| 13 gen.    | 2-2        | Getafe-Granada                    | 0-2         | 1º giu.     |
| 13 gen.    | 2-0        | Valencia-Sevilla                  | 3-4         | 1º giu.     |
| 13 gen.    | 0-0        | Osasuna-Real Madrid               | 2-4         | 1º giu.     |
| 13 gen.    | 1-1        | Real Sociedad-Deportivo La Coruña | 1-0         | 1º giu.     |
| 13 gen.    | 1-3        | Malaga-Barcelona                  | 1-4         | 1º giu.     |
| 13 gen.    | 1-0        | Espanyol-Celta Vigo               | 0-1         | 1º giu.     |
| 13 gen.    | 3-1        | Real Valladolid-Mallorca          | 2-4         | 1º giu.     |
| 13 gen.    | 2-0        | Atlètico Madrid-Real Saragoza     | 3-1         | 1º giu.     |
| 13 gen.    | 2-0        | Betis-Levante                     | 1-1         | 1º giu.     |
| 13 gen.    | 1-2        | Athletic Bilbao-Rayo Vallecano    | 2-2         | 1º giu.     |

## Statistiche

### Squadre

#### Capoliste solitarie
|    | —— | ——         | ——         | ——         | ——         | —— | —— | —— | ——         | ——         | ——         | ——         | ——         | ——         | ——         | ——         | ——         | ——         | ——         | ——         | ——         | ——         | ——         | ——         | ——         | ——         | ——         | ——         | ——         | ——         | ——         | ——         | ——         | ——         | ——         | ——         | ——         | —— |  |
|    |    | Barcellona | Barcellona | Barcellona | Barcellona |    |    |    | Barcellona | Barcellona | Barcellona | Barcellona | Barcellona | Barcellona | Barcellona | Barcellona | Barcellona | Barcellona | Barcellona | Barcellona | Barcellona | Barcellona | Barcellona | Barcellona | Barcellona | Barcellona | Barcellona | Barcellona | Barcellona | Barcellona | Barcellona | Barcellona | Barcellona | Barcellona | Barcellona | Barcellona | Barcellona |    |  |
|    |    |            |            |            |            |    |    |    |            |            |            |            |            |            |            |            |            |            |            |            |            |            |            |            |            |            |            |            |            |            |            |            |            |            |            |            |            |    |  |
|    |    |            |            |            |            |    |    |    |            |            |            |            |            |            |            |            |            |            |            |            |            |            |            |            |            |            |            |            |            |            |            |            |            |            |            |            |            |    |  |
| 1ª | 2ª | 3ª         | 4ª         | 5ª         | 6ª         | 7ª | 8ª | 9ª | 10ª        | 11ª        | 12ª        | 13ª        | 14ª        | 15ª        | 16ª        | 17ª        | 18ª        | 19ª        | 20ª        | 21ª        | 22ª        | 23ª        | 24ª        | 25ª        | 26ª        | 27ª        | 28ª        | 29ª        | 30ª        | 31ª        | 32ª        | 33ª        | 34ª        | 35ª        | 36ª        | 37ª        | 38ª        |    |  |

### Primati stagionali
Squadre
- Maggior numero di vittorie: Barcellona (32)
- Minor numero di sconfitte: Barcellona (2)
- Migliore attacco: Barcellona (115 gol fatti)
- Miglior difesa: Atlético Madrid (31 gol subiti)
- Miglior differenza reti: Barcellona (+75)
- Maggior numero di pareggi: Real Sociedad (12)
- Minor numero di pareggi: Barcellona (4)
- Minor numero di vittorie: Deportivo La Coruña (8)
- Maggior numero di sconfitte: Real Saragozza (22)
- Peggiore attacco: Osasuna (33 gol fatti)
- Peggior difesa: Maiorca (72 gol subiti)
- Peggior differenza reti: Maiorca (-29)
- Miglior serie positiva: Barcellona (19 risultati utili consecutivi dalla 1ª alla 19ª giornata)
- Peggior serie negativa: Deportivo La Coruña (6 sconfitte consecutive dalla 20ª alla 25ª giornata)

Partite
- Più gol (9): Deportivo La Coruña - Barcellona 4-5
- Maggiore scarto di gol: Atlético Madrid - Deportivo La Coruña 6-0 (6)
- Maggior numero di reti in una giornata: 38 reti all 11ª, 30ª e 38ª giornata

### Individuali

#### Classifica marcatori
| Gol | Rigori |  | Giocatore         | Squadra             |
| --- | ------ |  | ----------------- | ------------------- |
| 46  | 4      |  | Lionel Messi      | Barcellona          |
| 34  | 6      |  | Cristiano Ronaldo | Real Madrid         |
| 28  | 8      |  | Radamel Falcao    | Atlético Madrid     |
| 25  | 4      |  | Álvaro Negredo    | Siviglia            |
| 24  | 5      |  | Roberto Soldado   | Valencia            |
| 18  | 2      |  | Rubén Castro      | Betis               |
| 18  | 5      |  | Piti              | Rayo Vallecano      |
| 16  |        |  | Gonzalo Higuaín   | Real Madrid         |
| 14  |        |  | Imanol Agirretxe  | Real Sociedad       |
| 14  | 1      |  | Aritz Aduriz      | Athletic Bilbao     |
| 14  | 1      |  | Hélder Postiga    | Real Saragozza      |
| 14  | 4      |  | Carlos Vela       | Real Sociedad       |
| 13  |        |  | Jorge Molina      | Betis               |
| 13  |        |  | Riki              | Deportivo La Coruña |
| 13  | 1      |  | Jonas             | Valencia            |